# L'Oratori (el Port de la Selva)
L'Oratori és un monument del municipi del Port de la Selva inclòs en l'Inventari del Patrimoni Arquitectònic de Catalunya.

## Descripció
Situat al sud-est del nucli urbà de la població del Port de la Selva, a la costa dels Torrellons, prop del puig de l'Oratori. Es tracta d'una estructura consistent en una pilastra d'obra de planta quadrada que s'assenta damunt d'un petit sòcol de més amplada que l'estructura. Presenta una cavitat a manera de fornícula rectangular, feta amb quatre lloses grans de pissarra desbastades, a la part superior de l'estructura. El remat superior era piramidal, tot i que està força degradat. A ponent, damunt mateix de la cavitat que contingué la imatge, hi havia una inscripció gravada al revestiment arrebossat de la que només queden rastres i és pràcticament il·legible.
La construcció és de rebles de pissarra lligats amb morter i era cobert per una capa d'arrebossat, la qual s'ha perdut en bona part.

## Història
Aquest pedró-oratori és a la vora del camí vell de la Selva a la Muntanya de Sant Baldiri, situat al centre de la carrerada de les Costes (antiga via romana). El pedró és abandonat des de fa molts de temps i es desconeix l'origen. Al respecte hi ha dues llegendes: D'una banda es creu que hauria estat bastit per un pagès de la rodalia que s'estimbà amb el carro en aquesta costa i salvà la vida. Altres veus diuen que va ser construït per la família Puignau en memòria d'un dels fills morts en caure amb el seu cavall entre els segles XVII-XIX. Els Puignau havien estat feudataris del comte d'Empúries. És possible que fos un d'aquests dos fets el que recorda la llegenda gravada a la pilastra, indesxifrable.